# Rorýs obecný
Rorýs obecný (Apus apus) je malý pták z řádu svišťounů (Apodiformes), hnízdící v severní Africe a na velkém území Evropy a Asie. Jde o striktně tažný druh zimující na území subsaharské Afriky, který při každé cestě na zimoviště a zpět překonává ve vzduchu vzdálenost několika tisíc kilometrů.
Rorýs obecný je nenápadně hnědočerně zbarvený pták jen o něco málo větší než nepříbuzná, ale na první pohled podobná vlaštovka obecná, s dlouhými srpovitými křídly a vykrojeným ocasem. Patří k nejlepším letcům vůbec. S výjimkou hnízdního období se téměř neustále zdržuje ve vzduchu, kde sbírá potravu, pije a dokonce i spí. Za potravu mu slouží výhradně (aktivně i pasivně) létající hmyz a pavouci, které sbírá za obratného letu různě vysoko nad zemí.
Původně k hnízdění využíval přírodních dutin skal a stromů, avšak v současnosti většina populace hnízdí synantropně v otvorech a skulinách lidských staveb. Hnízdo má podobu nízké hromádky z materiálu nasbíraného ve vzduchu smíchaného se slinami. Samice klade jednou ročně 2–3 bílá vejce, na kterých sedí oba rodiče 18–20 dnů. Kondice mláďat je stejně jako samotná délka hnízdní péče značně závislá na počasí a s ním spojenou dostupností potravy, přičemž za nepříznivých podmínek se může protáhnout až na 56 dnů.
Z globálního pohledu je rorýs obecný Mezinárodním svazem ochrany přírody (IUCN) vzhledem k rozsáhlému areálu rozšíření a početné populaci považován za málo dotčený druh. Lokálně však mohou stavy tohoto ptáka procházet značným poklesem, a to zvláště v důsledku úbytku hnízdišť, které často nevratně zanikají při rekonstrukcích a zateplování budov. V Česku, kde je rorýs obecný jediným hnízdícím a pravidelně se vyskytujícím druhem rorýse, se populace zdá v posledních dekádách stabilní.

## Etymologie a systematika
Druh prvně formálně popsal švédský přírodovědec Carl Linnaeus v roce 1758 v desátém vydání díla Systema Naturae pod názvem Hirundo apus, řadící jej tak do jednoho rodu s vlaštovkami a dalšími vlaštovkovitými ptáky. Současný rod Apus zavedl italský přírodovědec Giovanni Antonio Scopoli roku 1777 na základě tautonymie. Latinské jméno apus je odvozeno ze starořeckého ἄπους (ápous), čili „bez nohou“, a odkazuje na zakrnělé rorýsí končetiny, které – pevně přitisknuty k tělu – rorýsovi v letu skutečně propůjčují zdánlivě „beznohý“ vzhled.
Český název rorýs (dříve také rorejs) je původu předobrozeneckého. Vznik nejstarší doložené varianty rorajk, ze které je současný český spisovný název odvozen, není jasný, ale nejčastěji se udává z německého Rohrreiger („bukač“, příp. „volavka“) nebo jiných variant typu Rohrreisser, Rohrreiter, odvozených od výrazu Rohr („rákos, třtina“). Proč však rorýsovi připadl zrovna název asociující výskyt v blízkosti vod, kde rorýs obecný nežije, zůstává nejisté a patrně souvisí se zaměňováním rorýse s podobnou, ale nepříbuznou břehulí říční, která takové prostředí obývá. Rovněž břehule říční byla v minulosti na Moravě známá pod názvem juřék, kterým se ale označoval další vlaštovkovitý pták, a to jiřička obecná; je tedy zřejmé, že mezi jednotlivými vlaštovkovitými ptáky docházelo dříve u lidí k zaměňování, a na první pohled podobného, ale ve skutečnosti nijak nepříbuzného rorýse se to týkalo také. Mezi další užívané nářeční varianty jména rorýs patří rorejk(a), rurich, rorejt, radavice (na Novopacku) či dešťovník (na Slovácku).
V rámci rodu Apus, jehož je rorýs obecný jediným středo– a severoevropským zástupcem, zatímco většina ostatních druhů žije v tropickém pásu, jsou za blízce příbuzné druhy považovány rorýs jednobarvý (A. unicolor) a rorýs somálský (A. niansae). Morfologicky velice podobným druhem je rorýs šedohnědý (A. pallidus) hnízdící v jižní Evropě a v oblasti Středomoří. Ačkoli se areály rozšíření obou těchto druhů částečně překrývají a na společných hnízdištích je jejich vizuální rozlišení často obtížné, existují mezi nimi jasné rozdíly v hnízdní a migrační biologii, pelichání a hlasu, které se stačily vyvinout od oddělení obou taxonů před 1,9–2,1 miliony lety.

### Poddruhy
Rozlišují se dva poddruhy rorýse obecného:
- Apus apus apus (Linnaeus, 1758) – hnízdí v severní Africe a Evropě, východně po jezero Bajkal a jižně po Írán;
- Apus apus pekinensis (Swinhoe, 1870) – hnízdí od Íránu po severní Mongolsko a Čínu.

Ssp. pekinensis se od té nominální liší celkově o něco světlejším odstínem opeření, který je nejvíce patrný na mírně větší, bělejší a nápadnější skvrně na hrdle; rovněž čelo je o něco světlejší a svrchní strana těla více do hněda.

## Popis
O málo větší než vlaštovka obecná, s krátkým ostrým zobákem s mírně dolů zahnutou špičkou, dlouhými srpovitými křídly a poměrně krátkým, ale nápadně vykrojeným ocasem. Délka těla je 16–18 cm, rozpětí křídel dosahuje 42–48 cm a hmotnost se pohybuje v rozmezí 31–52 g. Podobně jako ostatní rorýsi má nápadně zkrácené nohy opeřené až k prstům, které jsou všechny obráceny dopředu (na rozdíl od většiny ostatních ptáků, u kterých jeden nebo dva prsty směřují dozadu a ostatní kupředu).
Opeření je u obou pohlaví zbarveno nenápadně, vesměs kouřově hnědočerně, s výraznou, ale v letu často jen sotva viditelnou šedobílou skvrnou na hrdle. Spodní strana křídel je o něco světlejší než ta svrchní a barevný kontrast je zespodu patrný také mezi tmavšími malými krovkami a o něco světlejšími velkými křídelními krovkami. V určitém světle má hřbetní část trupu a vrch hlavy leskle kovový a svrchní část křídel zase namodralý lesk. Čerstvé peří se pozná díky šedým lemům narušujícím jinak hnědočernou monobarevnost. Mladý pták je podobný dospělému, ale liší se světlými lemy per na čele, uzdičce a křídelních krovkách a bělejší skvrnou na hrdle. Zobák, nohy a drápy jsou ve všech šatech černé, duhovka oka tmavohnědá.
Mladí ptáci při podzimním pelichání získávají definitivní vzhled dospělců. Letky dospělých ptáků pelichají většinou během zimy v Africe, ale někteří ptáci se na hnízdiště vrací ještě s nepřepeřenými krajními ručními letkami. Celé přepeřování u rorýse obecného trvá šest měsíců (u pěvců jde jen o několik týdnů) a probíhá postupně tak, aby nebyla narušena schopnost letu.

### Záměna
Rorýs obecný bývá ve středoevropských podmínkách nejčastěji zaměňován s nepříbuznými ptáky podobné siluety (dlouhá zašpičatělá křídla a vykrojený ocas) a rychlého obratného letu. Vůbec nejvíce záměna hrozí s jen o něco menší vlaštovkou obecnou, která se občas vyskytuje i společně s rorýsi. Vlaštovka se od rorýse liší světlou spodinou těla, hluboce vykrojeným ocasem s nápadně prodlouženými krajními ocasními pery, švitořivým hlasem spíše než křikem a stylem letu, který je více třepetavý s pouze krátkými fázemi plachtění.
Méně často lze rorýse obecného zaměnit i s dalšími druhy vlaštovkovitých ptáků typu jiřičky obecné (lišící se bílou spodinou těla a už z dálky viditelným bílým kostřcem) nebo břehule říční (která má světlou většinu spodiny těla).
Na jihu a západě Evropy žije z příbuzných druhů podobný rorýs šedohnědý a větší rorýs velký (Tachymarptis melba), který velmi vzácně zaletuje i na území Česka a který se od rorýse obecného liší velkou bílou skvrnou na břiše.

## Hlas
Zejména v hejnech nad hnízdišti a při potyčkách dosti hlasitý pták. Volání v letu tvoří nejčastěji pronikavý, na první poslech monotónní (někdy mírně klesající nebo naopak stoupající) sípavý křik „srriiirr“, který je možné slýchat až hluboko do soumraku. Frekvence volání se pohybuje mezi 4,4 a 6,7 kHz, tedy ve vysokém frekvenčním pásmu, a v urbánním prostředí rorýsí křik často přehluší i městský ruch.
Partneři v duelu se ozývají pronikavým „svíí–ríí“, přičemž první část volání (jasnější „svíí“) vydává samice, a druhou (poněkud hlubší „ríí“) samec. Na hnízdě lze zaslechnout rovněž tiché cvrčivé volání.
Na tahu a zimovištích se ozývá méně často než v průběhu hnízdního období.

## Rozšíření a stanoviště
Rorýs obecný má palearktický typ rozšíření, s hnízdním areálem zahrnujícím severní Afriku, Evropu a Asii a zimovišti ležícími na území subsaharské Afriky hlavně v rozmezí od Demokratické republiky Kongo a Tanzanie jižně po Zimbabwe a Mosambik. V Africe hnízdí výhradně v pobřežních oblastech Středozemního moře (Maroko, Alžírsko, Tunisko), v Evropě na celém kontinentu severně po 70° s.š. (chybí na Islandu a v nejsevernějších částech Skandinávie a evropské části Ruska). V Asii hnízdní areál zasahuje od Uralu a Izraele jižně po Írán a východně až po severní Čínu.
V rámci rozsáhlého areálu výskytu obývá širokou škálu biotopů, od pouštních a stepních prostředí na extrémním východě a jihu, přes celou řadu vnitroevropských i středomořských stanovišť, až po boreální pásmo za polárním kruhem. Původně hnízdil ve skalách, útesech a stromových dutinách, avšak v současnosti je většina populace soustředěna do urbánního prostředí, kde k hnízdění využívá primárně lidské stavby. Malé populace hnízdící tradičně v přírodních dutinách lze dodnes pozorovat například v některých částech Skotska a Německa či v polském Bělověžském pralese. Vyskytuje se takřka ve všech nadmořských výškách, v Himálaji pravidelně do 1500–3300 m a na tahu až do 5700 m n. m.

### Výskyt v Česku
V Česku hnízdí téměř na celém území od nížin po hory, včetně Labské boudy a krkonošských hřebenů až do 1310 m n. m. (pro ostatní česká pohoří platí hranice 700–800 m n. m.). České populace hnízdí převážně v lidských sídlech, a to hlavně ve velkých městech, odkud při lovu potravy zaletují do širokého okolí; hnízdění ve volné krajině je daleko méně časté, ale probíhá, a to hlavně ve skalách a zříceninách hradů.

## Biologie a ekologie
| „                                           | Rorýs shání potravu, výhradně ve hmyzu záležející, letmo ve vzduchu. Tak jako kukačka jistý druh housenek zdá se milovati jistý druh hmyzu, po jehož vymizení nás opouští. Zvláštní je totiž, že pouze tři měsíce u nás se zdržuje, ubíraje se začátkem srpna na jih, kdežto u nás v září a ještě i v říjnu jest hmyzu dosti. Jaký druh hmyzu to jest, jejž rorýs zvláště za pěkného povětří tak vysoko ve vzduchu pronásleduje, není posud známo. | “ |
| — Mdra. Vladislava Šíra Ptactvo české, 1890 | |   |

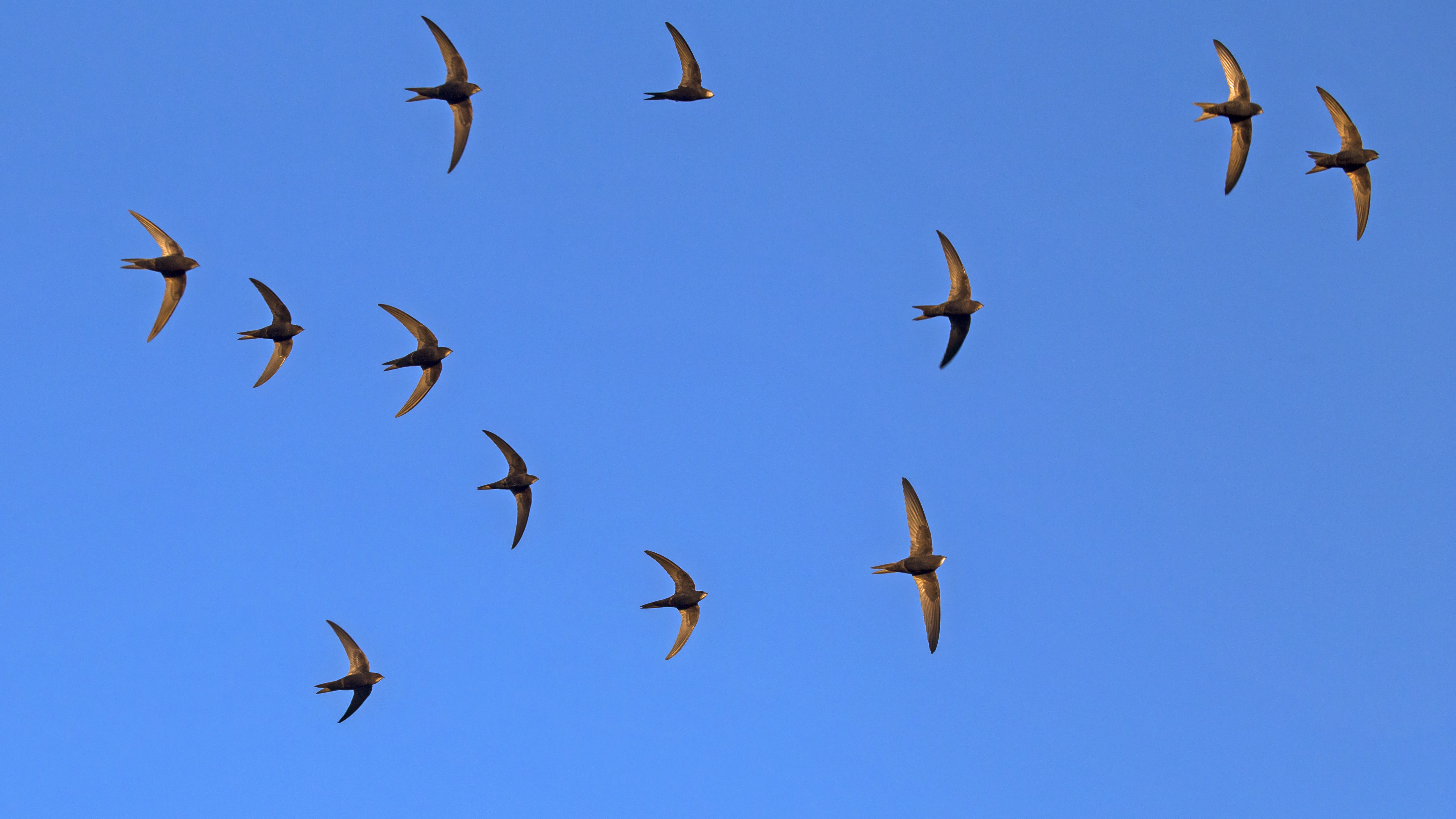
Hejno rorýsů při večerním letu nad hnízdišti

Rorýs obecný se po většinu roku zdržuje takřka výhradně v letu. Výjimkou je období rozmnožování, které tráví ve veliké míře přímo na hnízdě (včetně nocí). K takřka nepřetržitému létání je přizpůsoben jak stavbou těla (aerodynamický tvar, úzká křídla s tvrdými pery a výrazně prodlouženými ručními letkami, které vynikají v porovnání s naopak nezvykle krátkými loketními letkami), tak technikou letu, v rámci které díky kombinaci fází mávání křídly a dlouhého plachtění bez úderů křídel efektivně snižuje svůj energetický výdej. Původně se předpokládalo, že rorýsi tráví v letu celé mimohnízdní období bez výjimek (tedy včetně spánku), ale novější pozorování prokázala, že část ptáků v noci (a zvláště pak za nepříznivého počasí) pravidelně přistává na stromech nebo zdech, odkud se však po krátkém spánku opět vrací do vzduchu. Při přenocování na stromech se rorýsi prsty drží listí, jejich těla se zpravidla opírají o listoví a nebo visí volně, držíce se pouze jednoho listu. Na zemi oproti tomu dobrovolně nepřistávají, a ocitnou-li se náhodou na vodorovné ploše, zpravidla z ní obtížně vzlétají (nejčastěji se jim to podaří po sérii prudkých úderů tvrdých hran křídel o podloží, následkem čehož nadskočí a vzlétnou). Rovněž z hnízda se dospělí a posléze i mladí ptáci dostávají tak, že nemotorně popolezou ke kraji vletového otvoru a doslova z něj „vypadnou“ rovnou do vzletu (potřebují proto volný prostor kolem vletového otvoru bez jakýchkoliv překážek).
Pro účely mezi ptáky unikátního spánku v letu, který je u rorýse obecného nejfrekventovanější i mezi rorýsi (ačkoli je znám ještě u několika dalších druhů, včetně rorýse šedohnědého a rorýse velkého), ptáci střídají fáze svižného stoupavého letu s plachtěním, kdy nejprve naberou výšku okolo jednoho až dvou (výjimečně i tří) kilometrů, aby se odtud bez mávání křídel spustili dolů a při tom se krátce vyspali (přesněji řečeno ve fázi klesavého letu rorýsi patrně upadají vlastně do jisté formy mikrospánku, kdy se „vypíná“ jedna polovina mozku, zatímco druhá kontroluje let). Novější studie založená na datech ze sledovacího radaru potvrzuje, že rorýsi toto stoupání do výšky až tří kilometrů následované plachtivým klesáním za noc realizují hned dvakrát – jednou za soumraku, a podruhé za úsvitu – ale její autoři dané chování nespojují s nocováním. Přicházejí místo toho se dvěma možnými vysvětleními: jako první nabízejí variantu, že vystoupání takto vysoko nad zem souvisí s magnetorecepcí, tedy schopností lépe vnímat a zorientovat se podle magnetického pole Země. Druhá teorie hovoří o získávání informací o počasí a podmínkách v atmosféře, jako je síla a směr větru a teplota v různých úrovních nad zemí. Studie si všímá také toho, že večerní klesání rorýsů trvá asi dvakrát déle než první stoupání, zatímco ráno je to přesně naopak, kdy je rychlost stoupání jen asi o polovinu vyšší než rychlost klesání. Při večerním stoupání a ranním klesání se rorýsi navíc často zdržují v hejnech, zatímco během klesání za soumraku a ve fázi klesání za svítání (stejně jako po zbytek noci) se vyskytují samostatně, což naznačuje rovněž možnou sociální roli v určitých fázích tohoto chování.
Let rorýse je jinak nápadně rychlý, svištivý, obratný, s rychlými rázy křídel střídanými klouzavým letem bez pohybu křídel. Ve vzduchu obvykle dosahuje rychlosti 10–40 km/h (což odpovídá 5–11 úderům křídel za vteřinu), ale při vzdušných honičkách dokáže na krátkou dobu vyvinout rychlost 140–200 km/h. Za den nalétá až 800 km a někdy se při tom může vzdálit i několik stovek kilometrů od hnízdiště. V létě (a zvláště za teplých večerů) jej lze často pozorovat v různých počtech při docela těsně sevřených leteckých formacích nad hnízdišti, které jsou doprovázeny intenzivním pronikavým křikem, který vzhledem k častým interakcím mezi jednotlivými ptáky má patrně sociální význam.

### Migrace
Rorýs obecný je striktně tažným ptákem, který při každé cestě z evropských hnízdišť na africká zimoviště a zpět v letu překonává vzdálenost i více než 7000 km (v případě severočínských populací, které se přes východní a střední Asii přesouvají na zimu až do jihozápadní Afriky, je to pak při každé cestě dokonce 14 000 km). Aby byli rorýsi schopni takto dlouhou cestu na zimoviště a zpět absolvovat, musí na hnízdištích setrvat po dobu jen nezbytně nutnou pro vyvedení potomstva (90–100 dnů) a krátce nato je opustit, přičemž velkou část zbývající části roku stráví na tahu. Ačkoli má migrace hromadný charakter, je evidentní, že jako úplně první hnízdiště opouští neúspěšně hnízdící dospělí ptáci, následovaní mladými a ještě pohlavně nedospělými jednoletými jedinci, a až na závěr v dané sezóně vyhnízdivšími samci a pak samicemi (pozdější odlet samic je způsoben delším obdobím potřebným k obnově tukových zásob). Načasování odletu je podle všeho řízeno primárně délkou dne, zatímco počasí jej zásadně neovlivňuje (chladné a deštivé počasí na konci července však může odlet uspíšit). Datum odletu se v rámci areálu prodlužuje směrem od jihu na sever; nejsevernější populace ze švédského Laponska tak hnízdiště opouští přibližně o 1 měsíc později než ptáci v Itálii a Španělsku. Na jaře se na hnízdištích jako první objevují naopak ptáci z nejjižnějších populací, zatímco ty nejsevernější na hnízdiště přilétají přibližně o 5 týdnů později. Obecně je trasa podzimní migrace delší, probíhá pomaleji a odehrává se na ní vícero zastávek než během jarní migrace, kdy táhnoucí rorýsi současně dosahují nejvyšších letových rychlostí. Ve srovnání například s pěvci táhnou rychle (u švédských ptáků dosáhla průměrná rychlost 570 km/den, ale u nejrychlejších jedinců na určitém úseku až 832 km/den), což dokazuje příklad mladého ptáka, který opustil hnízdiště v Anglii 31. července a už o 3 dny později byl zaznamenán v Madridu (1410 km daleko).
Medián data odletu všech populací opouštějících hnízdní oblasti se pohybuje od 14. července do 15. srpna a data příletu na hnízdiště od 27. dubna do 31. května. Ve středoevropských podmínkách připadá odlet obvykle na druhou polovinu července a první třetinu srpna, zatímco jarní přílet na hnízdiště na poslední dekádu dubna a první polovinu května (v Česku se první ptáci objevují už kolem 25. dubna, ale nejvíce jich přilétá v první třetině května). Rorýsi se na hnízdiště vrací postupně, takže ke zkompletování celých lokálních populací dochází v řádu několika dnů až týdnů.

### Rozmnožování

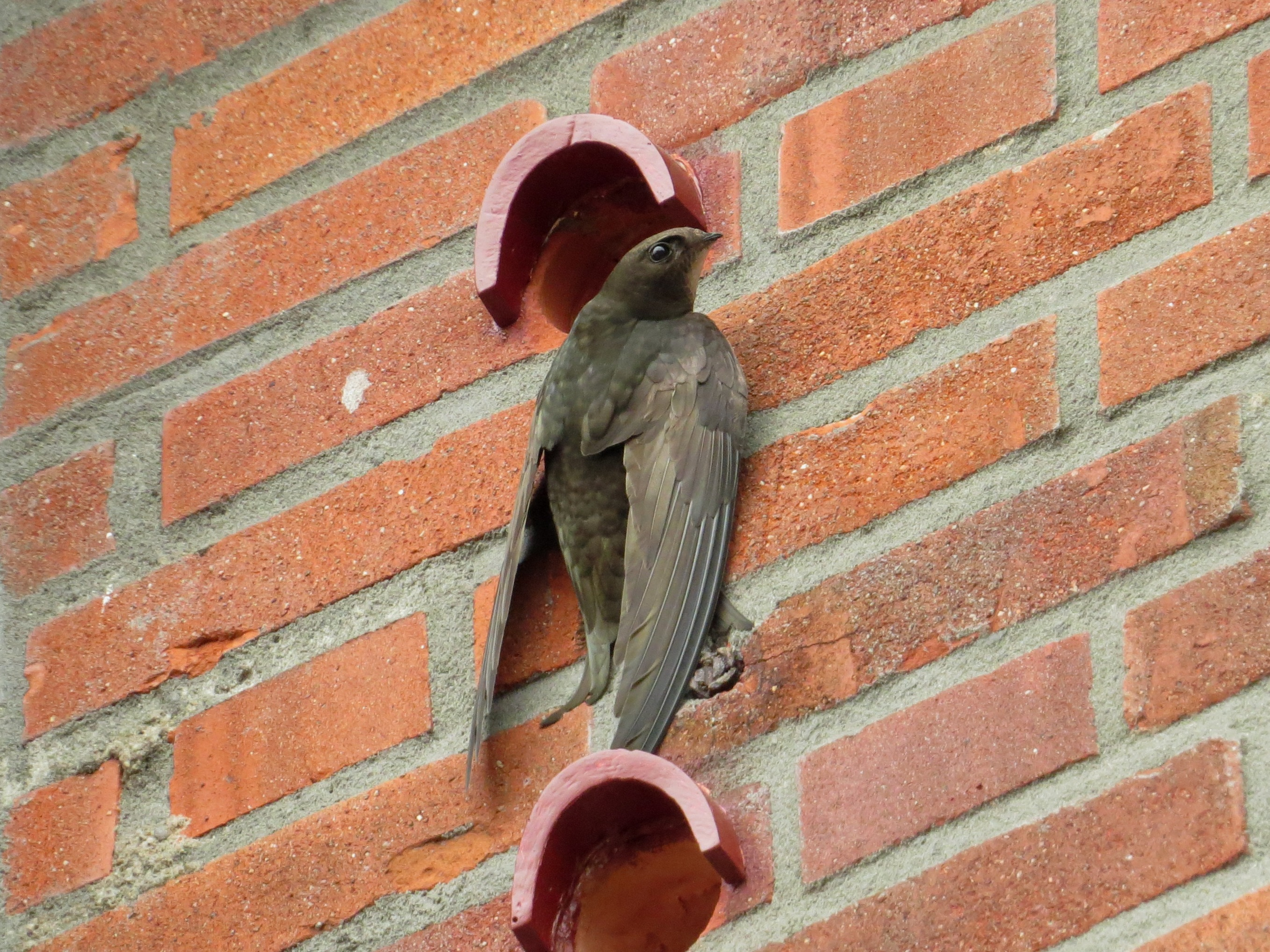
Dospělý rorýs zavěšený na stěně u vchodu do hnízda

Rorýs obecný pohlavně dospívá až na konci druhého roku života, takže jednoletí ptáci v létě tráví čas na hnízdištích bez pokusu o vyvedení potomstva. Hnízdění probíhá monogamně v různě velkých koloniích, které v Evropě zpravidla nepřesahují 30–40 párů (ačkoli jsou výjimečně známy kolonie až o 100 párech), a spíše sporadicky v jednotlivých párech. Páry jsou trvalé (ptáci se však spolu setkávají až po návratu ze zimovišť a s vyvedením mláďat se opět rozdělují) a dlouhodobě obsazují stejné hnízdo, přičemž jsou zdokumentovány i případy užívání jednoho hnízda 18 let po sobě. Ve srovnání s jinými sociálně monogamně hnízdícími druhy ptáků se v koloniích rorýse obecného objevuje nezvykle nízký poměr mimopárové paternity (u oxfordské populace byla prokázána jen u 4,5 % z 88 testovaných mláďat), což znamená, že si páry bývají vesměs „věrné“. Ke tvorbě párů dochází mnohdy už u jednoletých, pohlavně nedospělých ptáků, kteří dokonce někdy i postaví hnízdo, aniž by do něj snesli jediné vejce. V příštím roce už oba partneři hnízdo aktivně brání proti všem vnějším narušitelům přibližujícím se příliš blízko vletového otvoru, přičemž konkurenta nejprve zastrašují postojem s mírně zdviženými křídly a jedním křídlem často nakloněným na stranu, čímž odhalují své pařáty, a až následně přechází do fyzického útoku za použití ostrých drápů a někdy i zobáku (s daleko menším účinkem), doprovázeného hlasitým křikem. Podobné bitky o hnízdo mohou trvat několik hodin a v některých případech končí i fatálně. Běžně, patrně ve snaze vyhnout se přímé konfrontaci, ptáci do cizího hnízda rovnou nevstupují, ale proletují v těsné blízkosti vletového otvoru nebo u něj krátce přistanou, čímž testují přítomnost a reakci případných „majitelů“ hnízda. Teprve v momentě, kdy se zdá být dutina neobsazena a případná přímá konfrontace méně pravděpodobná, vstupují dovnitř. Rorýsi své hnízdo brání i proti hnízdním konkurentům z řad jiných druhů ptáků a narazí-li na vhodné místo, které je již takovým ptačím párem obsazeno, nezřídka se ho zmocňují pro sebe a vejce či mláďata původních hnízdičů z hnízda buď vyhazují, nebo je překrývají vlastním hnízdem.
Místo k hnízdění vyhledává a vybírá samec, který se k němu snaží přilákat samici; zpočátku je reakce samce na samici nepřátelská, ale v případě, že se samice podvolí a zvedne hlavu, čímž odhalí své světlé hrdlo, dojde k útlumu agresivních projevů a vzájemnému probírání peří. Kopulace probíhá brzo po příletu na hnízdě nebo ve vzduchu, což je mezi ptáky naprosto ojedinělé. V případě druhé jmenované varianty samotnému páření předchází letecké manévry, které se často odehrávají ve velkých výškách. Samec během nich samici nejprve ve vzduchu aktivně pronásleduje, aby poté samice let zpomalila a za rychlého třepetání křídel se vydala do horizontálního letu, načež samec (někdy až na několikátý pokus) na samici přistane. Dráha letu v této fázi přechází v mělce klesající klouzání, během kterého oba ptáci zběsile pohybují ocasem a jeden nebo druhý mává křídly.
Období hnízdění se v rámci rozlehlého areálu rozšíření liší. Ve většině Evropy trvá hnízdní sezóna od poloviny května do začátku srpna. Ve Skandinávii a severním Rusku začátek hnízdění připadá na červen a konec na polovinu srpna, v Izraeli zase sezóna začíná už v březnu a končí v červnu. Ročně hnízdí pouze jednou a v případě ztráty vajec či malých mláďat klade náhradní snůšku spíše výjimečně, a to hlavně z důvodu omezeného času na hnízdišti, který výrazně delší hnízdní péči neumožňuje.

#### Hnízdo

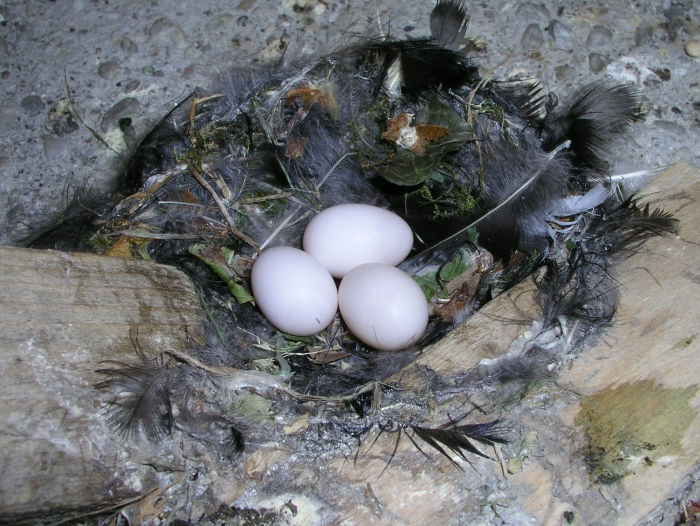
Hnízdo s vejci

Původně hnízdil ve štěrbinách skal a útesů a dutinách stromů, ale se stavbou budov se adaptoval na hnízdění v otvorech a skulinách zdiva staveb, které dnes k vyvádění potomstva využívá většina rorýsí populace. V urbánním prostředí přednostně hnízdí v tmavých otvorech budov (v děrách, pod střechami, na římsách, v trámoví) různě vysoko nad zemí. Ve francouzském departementu Nord kupříkladu obsazoval všechny typy vhodných budov, avšak většina (52 %) párů ke stavbě hnízda volila nízké dělnické domy, zatímco ty nejvyšší z nich využívalo jen 33 % párů. V bulharském městě Kozloduj se rorýsí hnízda naopak nacházela vesměs vysoko (45–55 m) nad zemí, přičemž v dané lokalitě ptáci jako možná hnízdiště evidentně ignorovali vhodné budovy nižší výšky. V Česku se 90 % všech hnízd nachází na budovách, zbytek v budkách, skalách, zříceninách, přírodních dutinách a opuštěných hnízdech jiřiček.
Stavební materiál (stébla, vlákna, vlasy, vlnu, peří, žíně atp.) sbírají oba partneři nezávisle na sobě výhradně v letu a slepují jej slinami, které na vzduchu tuhnou, díky čemuž je hnízdo většinou pevně přilepeno k podkladu. Samotné hnízdo je malá plochá hromádka o průměrných rozměrech 12,5 × 11 cm, s průměrem kotlinky 4,5 cm.

#### Vejce
Samice snáší 2–3 (1–4) bílá, protáhle elipsovitá až zašpičatělá vejce o průměrných rozměrech 24,8 × 16,4 mm a hmotnosti 3,4 g. Interval snášení mezi prvním a druhým vejcem představuje 1–5 dnů, mezi druhým a třetím vejcem už jen 1 den. Inkubace začíná většinou po snesení druhého vejce, je zajišťována oběma rodiči a trvá v průměru 18–20 dnů, přičemž se za špatného počasí může protáhnout až o 4–5 dnů. V případě trvajícího chladného a deštivého počasí mohou rodiče 1–2 vejce z hnízda odstranit s cílem zvýšit šanci na přežití zbytku potomstva.

#### Mláďata

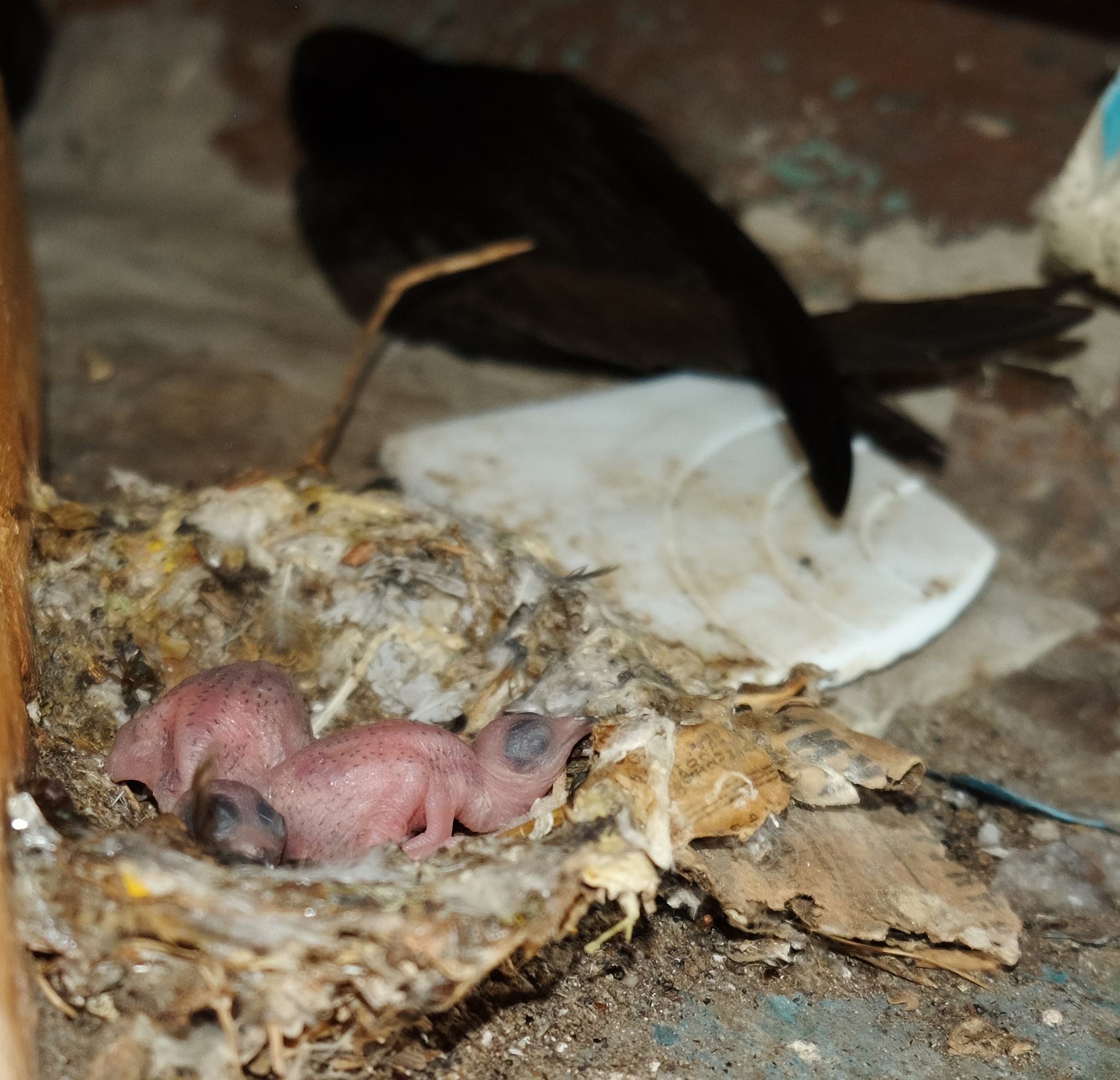
Jen několik dnů stará mláďata na hnízdě s dospělým ptákem v pozadí

Mláďata se líhnou obvykle v rozmezí 2 dnů jako zcela slepá a holá. V době vylíhnutí váží v průměru pouhých 2,8 g, zatímco ve stáří 4 týdnů mohou za příznivých podmínek dosáhnout hmotnosti až 56 g. Na jejich kondici má po celou dobu významný vliv počasí a s ním spojený přísun potravy, přičemž v době jejího nedostatku jsou dokonce schopna snížením teploty těla a dechové frekvence zpomalit svůj růst a tím přečkat i několikadenní nedostatek potravy. Mláďata v případech déletrvající podvýživy a chladu upadají do stavu torporu, který je dobře znám u příbuzných kolibříků, a v okamžiku zlepšení podmínek a opětovného přísunu potravy se rychle plně zotavují. Praktickými pokusy bylo prokázáno, že 4–6 týdnů stará rorýsí mláďata jsou tímto způsobem schopna přečkat v průměru až devítidenní hladovění, které by bylo například pro mláďata pěvců fatální. Vliv přísunu potravy na prospěch mladých rorýsů lze dobře dokumentovat také na příkladu dvou mláďat ze Švýcarska a britského Oxfordu v rámci stejného desetidenního období, kdy mládě na první lokalitě s dobrým počasím díky častému krmení stačilo dosáhnout hmotnosti 50 g, zatímco na oxfordské lokalitě, čelící dlouhodobě špatnému počasí a nízké dostupnosti hmyzu, mladý pták po 10 dnech vážil pouhých 5 g (tedy jen o něco více než v době vylíhnutí).
Na péči o potomstvo se podílí oba rodiče. Zhruba první týden po vylíhnutí jsou mláďata permanentně zahřívána a od druhého týdne se tak děje už jenom zhruba polovinu dne. Krmení probíhá formou jakýchsi kuliček nalovených členovců slepených slinami. V prvních dnech po vylíhnutí rodiče mohou tyto potravinové kuličky přinášené na hnízdo ve vlastním hrdle dělit na menší části, aby je malá mláďata lépe pozřela, ale později jim je vyvrhují celé už rovnou do zobáku. Krmení na hnízdě probíhá průměrně 13× za den (tedy zhruba po hodině) s tím, že četnost se zvyšuje s větším počtem mláďat a jejich vyspíváním. Po 2–3 týdnech jsou již mláďata na hnízdě velmi aktivní a ve stáří přibližně jednoho měsíce začínají s posilováním křídel, kdy se o ně zapírají o podklad a tím nadzvedají zbytek těla. V době těsně před opuštěním hnízda mladí ptáci tímto způsobem za podpory křídel udrží vlastní tělo ve vzduchu po dobu několika sekund.
Ve srovnání s podobně velkými pěvci je vývoj rorýsů nápadně delší, což souvisí s tím, že v době opuštění hnízda musí být plně nezávislí (na rozdíl od mláďat pěvců, která bývají dokrmována ještě několik dnů po opuštění hnízda). V Oxfordu dosáhla průměrná délka hnízdní péče 42,5 dne, ale při nepříznivém počasí se protáhla až na 56 dnů (nejkratší období strávené na hnízdě oproti tomu bylo 37 dnů). Po vylétnutí se mladí ptáci do hnízda nevrací, hned první noc tráví ve vzduchu bez toho, aby byli rodiči už jakkoliv přikrmováni, a krátce poté odtahují do zimovišť.

### Predátoři, parazité a dožití

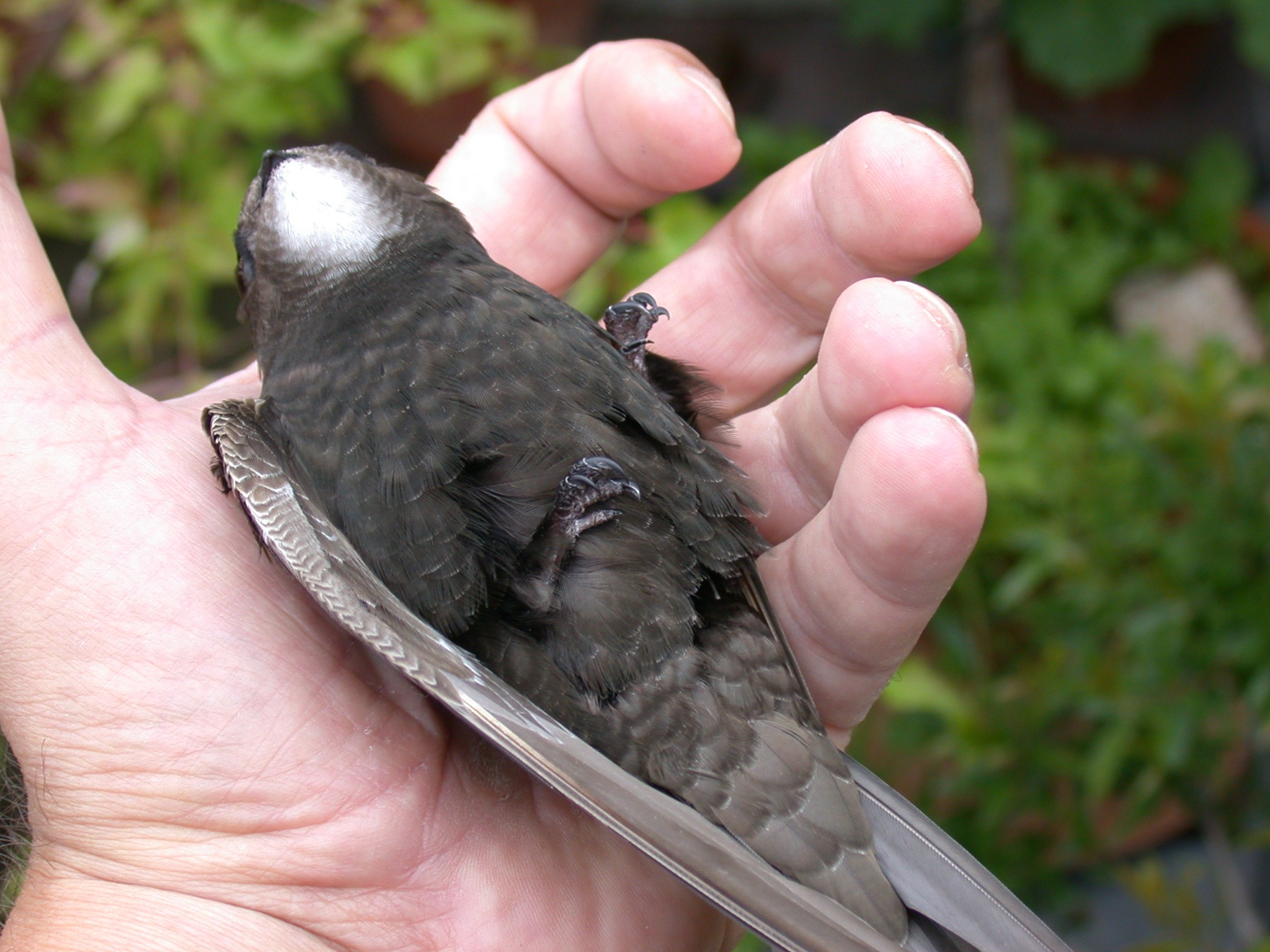
Mladý rorýs ležící na zádech v lidské ruce ve stavu ztuhlosti (thanatózy), s dobře patrnými zkrácenými pařáty opatřenými ostrými drápy

Hnízdní úspěšnost se pohybuje v rozmezí 58–65 %. Nejčastější příčinou ztrát na hnízdech je dlouhodobě nepříznivé počasí (nízká teplota, vysoký objem srážek) a s ním spojený nedostatek potravy, který může vést k eliminaci části vajec rodiči nebo vyhladovění mláďat. Ve středoevropských podmínkách se ve vztahu k hnízdní úspěšnosti jeví jako nejkritičtější klimatické podmínky v průběhu května, kdy dochází ke kladení a inkubaci vajec, a června, kdy se mladí rorýsi líhnou a jejich prospěch je značně odvislý od přísunu potravy. Výskyt náhodných úhynů i predace (z důvodu vesměs ztížené přístupnosti hnízd) je naopak nízký, ačkoli jsou známy ojedinělé případy plenění hnízd drobnými savci, lov rorýsů vyletujících z hnízdních otvorů poštolkou obecnou či ukořistění mladých ptáků vykukujících z hnízda krkavcovitými. Zdraví dospělí ptáci nepředstavují díky svým akrobatickým dovednostem v letu častou kořist dravců (s určitou výjimkou v podobě mrštného ostříže lesního), ale zvláště vyčerpaného či jinak oslabeného rorýse může příležitostně ulovit i káně lesní nebo krahujec obecný.
Mezi běžné parazity rorýse obecného patří ptakotrudka rorýsí (Crataerina pallida), která se živí krví a na tělech ptáků se někdy vyskytuje v poměrně hojném počtu. Studie nicméně neprokázaly významný vliv parazitické zátěže na hnízdní úspěšnost rorýse obecného a vyvrátily podezření, že má zastoupení parazitů na hnízdech přímý dopad na přežití a kondici mláďat.
Roční míra přežití dospělých ptáků je 65–83 %. Zatímco úmrtnost mláďat nejvíce souvisí s teplotami v červnu, přežití dospělých ptáků do dalšího hnízdního období je nejvýrazněji ohrožováno nízkými teplotami v červenci, tedy na konci hnízdního období. Rorýs obecný je vzhledem ke své velikosti až překvapivě dlouhověký; průměrný věk mladých ptáků dosahuje 2,4 roku, dospělých 4,3–6,2 roku a nejvyšší věk kroužkovaného ptáka je nejméně 21 let.

### Potrava

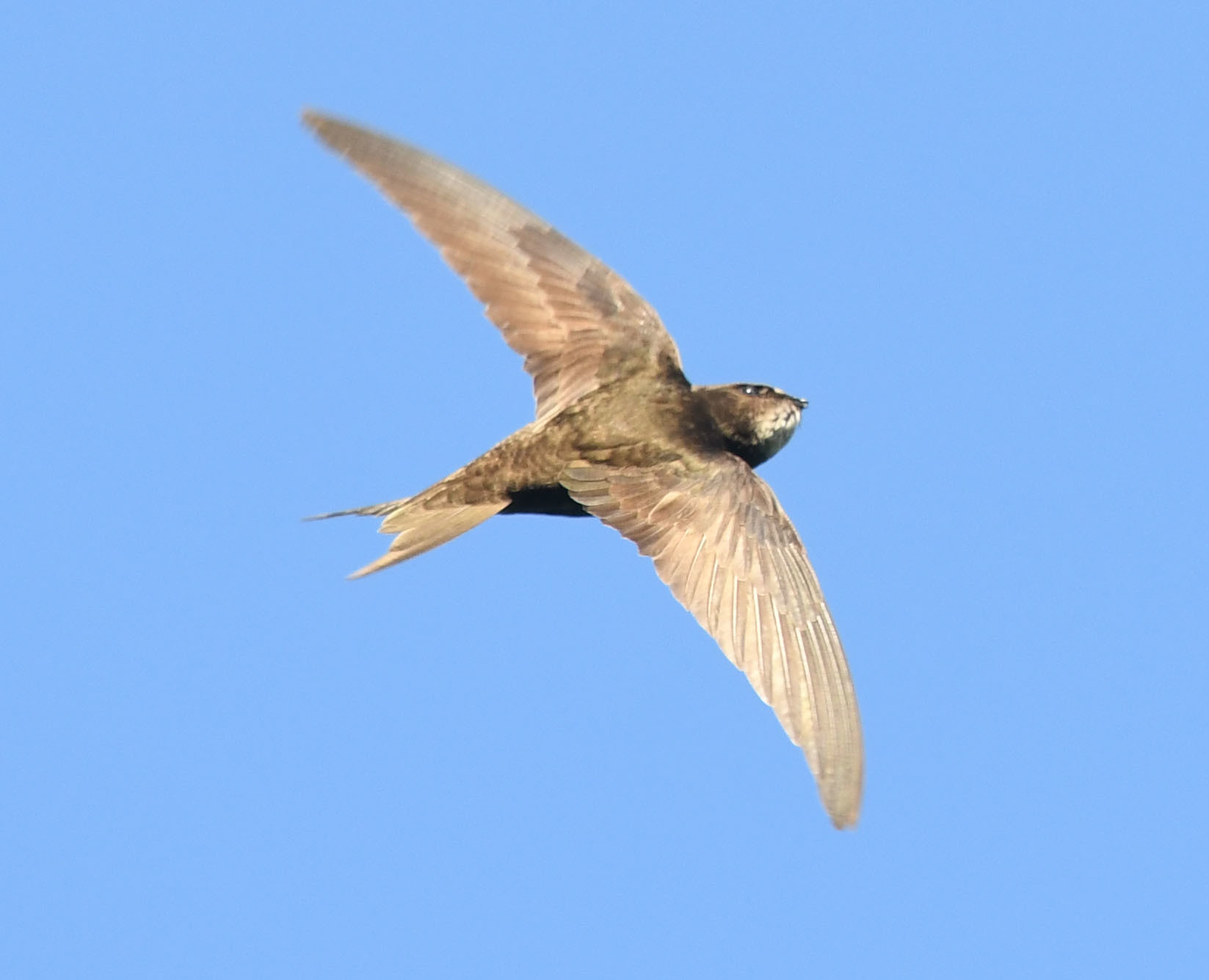
Rorýs obecný s hrdlem naplněným kořistí

Živí se výhradně členovci létajícími vzduchem aktivně i pasivně (tzv. aeroplankton), zpravidla o délce těla 2–10 mm. Za dobrého počasí preferuje exempláře s délkou těla 5–8 mm před těmi ještě menšími (2–5 mm), ale posledně jmenovaná skupina (menších) členovců je současně ve velkém množství konzumována za špatného počasí, kdy bývají větší zástupci vzácní. V Evropě bylo mezi potravou zdokumentováno více než 500 druhů kořisti, nejčastěji malý hmyz typu dvoukřídlých a stejnokřídlých (mouchy, komáři, pakomáři, mšice aj.), blanokřídlých (chalcidkovití, lumčíkovití, rojící se mravenci) a jepic, následovaný drobnými, vzdušnými proudy pasivně unášenými pavouky („babí léto“) a spíše příležitostně i větším hmyzem typu včel, vos, brouků a motýlů. V Německu bylo v jedné ze studií mezi kořistí identifikováno 11 384 zástupců hmyzu a 17 pavouků, z toho nejvíce ploštic (53 %), brouků (26 %) a dvoukřídlých (10 %). V Česku bylo v potravě malých mláďat v červnu zaznamenáno nejvíce dvoukřídlých (cca 50 %), následovaných mšicemi, blanokřídlými a pavouky.
Kořist loví ve vzduchu v různých výškách (běžně 2–100 m nad zemí), za dobrého počasí obecně i velmi vysoko (výše než podobné vlaštovky a jiřičky) a za nepříznivých podmínek zase níže nad zelenými plochami, stromy a vodami. Hnízdící ptáci kořist loví typicky v okolí hnízda, ale za nepříznivého počasí mohou zaletovat i 7–8 km daleko. Za příznivých podmínek (povětrnostních a potravních) pár rorýsů naloví za den až 50 g členovců, což odpovídá přibližně 20 000 jedinců. 1 gram členovců (50–500 jedinců) loví pták zhruba 40 minut. Ukořistěnou potravu pro mláďata dospělí rorýsi v hrdle za pomocí slin slepují do jakýchsi kuliček, se kterými se teprve vrací na hnízdo, přičemž jedna taková „porce“ potravy může vážit až 3,3 g (průměr je 0,7 g) a obsahovat 90–800, výjimečně i 1500 jedinců.
Při pití rorýs letí nižší rychlostí a vodu nabere do otevřeného zobáku přímo z povrchu hladiny.

## Ohrožení a ochrana
Mezinárodní svaz ochrany přírody (IUCN) hodnotí rorýse obecného jako málo dotčený druh. Evropská populace druhu tvoří asi 40 % té celosvětové a v roce 2015 byla odhadována na 19,1–32,5 milionů párů. Ačkoli byl populační trend v Evropě mezi lety 1980–2013 považován za stabilní, v některých částech areálu stavy rorýse obecného dlouhodobě klesaly, jako například ve Spojeném království, kde se početnost druhu mezi lety 1995 a 2017 snížila odhadem o 57 %. Rorýs obecný je vzhledem ke svému navázání na lidská sídla nejvíce ohrožován zateplováním či rekonstrukcí budov a s nimi spojeným odstraňováním původních děr, skulin a vletových otvorů do staveb, následkem čehož dochází k nevratnému zániku hnízdišť.
V Česku byla početnost během sčítání v letech 1985–89 a 2001–2003 shodně odhadnuta na 60–120 tisíc párů. Rorýs obecný zde zároveň dle přílohy III vyhlášky 395/1992 Sb. náleží mezi zvláště chráněné druhy ptáků v kategorii ohrožených a podléhá ochraně ve všech vývojových stadiích. Chráněna jsou jím užívaná přirozená i umělá sídla stejně jako biotop. Orgány ochrany přírody s působností krajských úřadů jsou oprávněny postupem podle § 56 zákona č. 114/1992 Sb. na žádost udělovat výjimky ze zákazů stanovených v § 50 zákona č. 114/1992 Sb. Orgány ochrany přírody s působností krajských úřadů obvykle postupují podle Metodického pokynu Sekce ochrany přírody a krajiny Ministerstva životního prostředí k postupu orgánů ochrany přírody při zajišťování ochrany hnízdní populace rorýse obecného (Apus apus) podle zákona č. 114/1992 Sb., o ochraně přírody a krajiny, ve znění pozdějších předpisů.
V době od 20. dubna do 10. srpna se nesmí rušivě zasahovat do hnízdění rorýse obecného. Například při zateplování je řešením jednak provádět práce mimo atiku, jednak stavět lešení nejvýše na úroveň předposledního podlaží a dostavbu naplánovat až po 10. srpnu.

## Vztah s lidmi

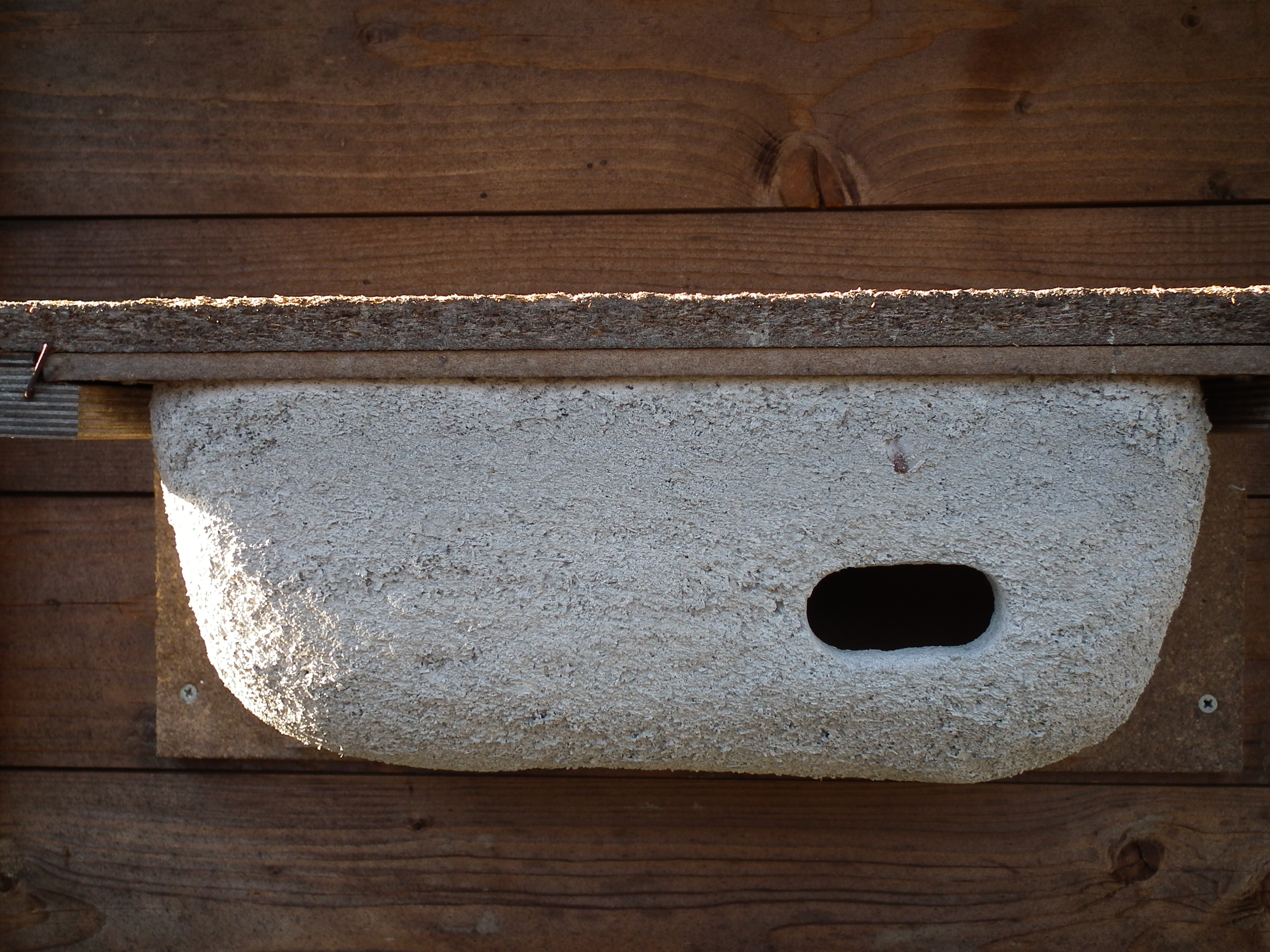
Umělá hnízdní dutina pro rorýse obecného, tzv. rorýsovník

V některých částech Velké Británie byl rorýs obecný dříve znám pod lidovými názvy Devil bird („Ďábelský pták“), Devil's bitch („Ďáblova mrcha“) či Screamer („Křikloun“). Vznik prvních dvou nepříliš lichotivých názvů je spojován zejména s tmavým opeřením tohoto ptáka v kombinaci s hlasitým křikem, kterým se ozývá nad hnízdišti, a který si někteří spojovali s něčím negativním až ďábelským.
Ke vzniku pověr lid vedla také obecná neznalost biologie rorýse obecného, způsobená jeho zvykem trávit naprostou většinu času ve vzduchu a hnízdit na nepřístupných místech. Lidé si rovněž všímali krátkého období, které rorýs tráví na hnízdišti, aby následně kamsi na několik měsíců „mizel“, což ještě v době před popsáním dálkové migrace vedlo k nejrůznějším teoriím ohledně zimního pobytu rorýsů a dalších tažných ptáků, mezi něž patřilo přezimování rorýsů a vlaštovek v klidovém stavu v bahně. Ještě Gilbert White, který v 18. století patřil mezi první přírodovědce zaobírající se teorií ptačí migrace, nechal pro jistotu bahno ve Velké Británii prozkoumávat, aby měl jistotu, že se v něm zimující ptáci opravdu nenachází.
Rorýs obecný nehnízdil uvnitř budov vždy, ale od doby, co se v nich začal usazovat, byl lidmi široce tolerován. Přesto místy docházelo k jeho pronásledování, jak zaznamenal ve své knize například Vladislav Šír (1890):
Za mého pobytu v Karlových Varech r. 1876 podivil jsem se množství rorýsů tam hnízdících. (…) Strmé skály, na výšinách rozestavěné domy a celá poloha města je pro rorýsa a jeho život jako stvořena. Ale všude se mu tak nevede jako tam a v Čechách vůbec. V některých jižních zemích má se maso rorýsů za zvláštní lahůdku. Tak na příklad ve Vlaších připravují se rorýsům ve věžích, starých zdech a vysokých staveních díry pro hnízda, ze kterých pak mladé vybrány bývají k snědku. U Carrary docela byla vystavěna na strmé skále věž, jediné proto, aby v ní rorýsové pohodlně hnízditi a také pohodlně vybíráni býti mohli.
Mdra. Vladislava Šíra Ptactvo české, str. 13
Košťál v knize Ptactvo v názorech, pověrách a zvycích lidu českého (1895) uvádí, že „kdo nosí při sobě nožky rorejsovy, odpuzuje si každého“.
V moderní době se v souvislosti se zateplováním budov, které mnohdy vede k trvalému zániku rorýsích hnízdišť, začaly vyrábět speciální hnízdní budky z extrudovaného polystyrenu instalované přímo do zateplení. Tyto budky jsou vyráběny ve variantě jednokomorové až tříkomorové, jednokomorové zaatikové a také jako vletové trubky určené do dvouplášťových střech. Budky se na místo lepí fasádním lepidlem nebo lepicí pěnou a není třeba je osazovat parapetním plechem, takže instalace je pro montážní pracovníky zateplení snadná a rychlá.
Na českém trhu jsou k dispozici rovněž dřevocementové budky, které jsou díky své nerozbitnosti lépe chráněny před narušením strakapoudem velkým.
Organizace Swifts Without Frontiers v roce 2019 prvně vyhlásila 7. červen Světovým dnem rorýsů. V roce 2004 výbor České společnosti ornitologické (ČSO) zvolil rorýse obecného Ptákem roku. ČSO se angažuje v projektech určených na ochranu rorýsů, mezi něž patří motivační program „Přátelé rorýsů“, připravený společně s Ministerstvem životního prostředí ČR a Magistrátem hlavního města Prahy. Přáteli rorýsů se na základě pravidel mohou stát ti, kdo umístili na svém domě budky pro rorýse (aniž by je k tomu zavazoval zákon). Přátelství stvrzuje certifikát vystavený ČSO. Skutečnost, že obyvatelé domu jsou přáteli rorýsů, prokazuje štítek na domě.
ČSO zaštiťuje rovněž program „Rorýsí škola“ určený pro všechny školy v Česku, které se rozhodnou pomáhat rorýsům. Škola zapojená do programu získá od ČSO certifikát „Rorýsí škola“, bezplatný přístup k výukovým materiálům, bezplatné základní poradenství, propagační materiály s tematikou ochrany ptáků a také štítek na školní budovu, prokazující, že instituce patří mezi přátele rorýsů.

### V umění
- Jan Balabán je autorem povídky Rorýs.[63]
- Ondřej Buddeus napsal básnickou sbírku Rorýsy, za kterou v roce 2013 získal Cenu Jiřího Ortena.[64]

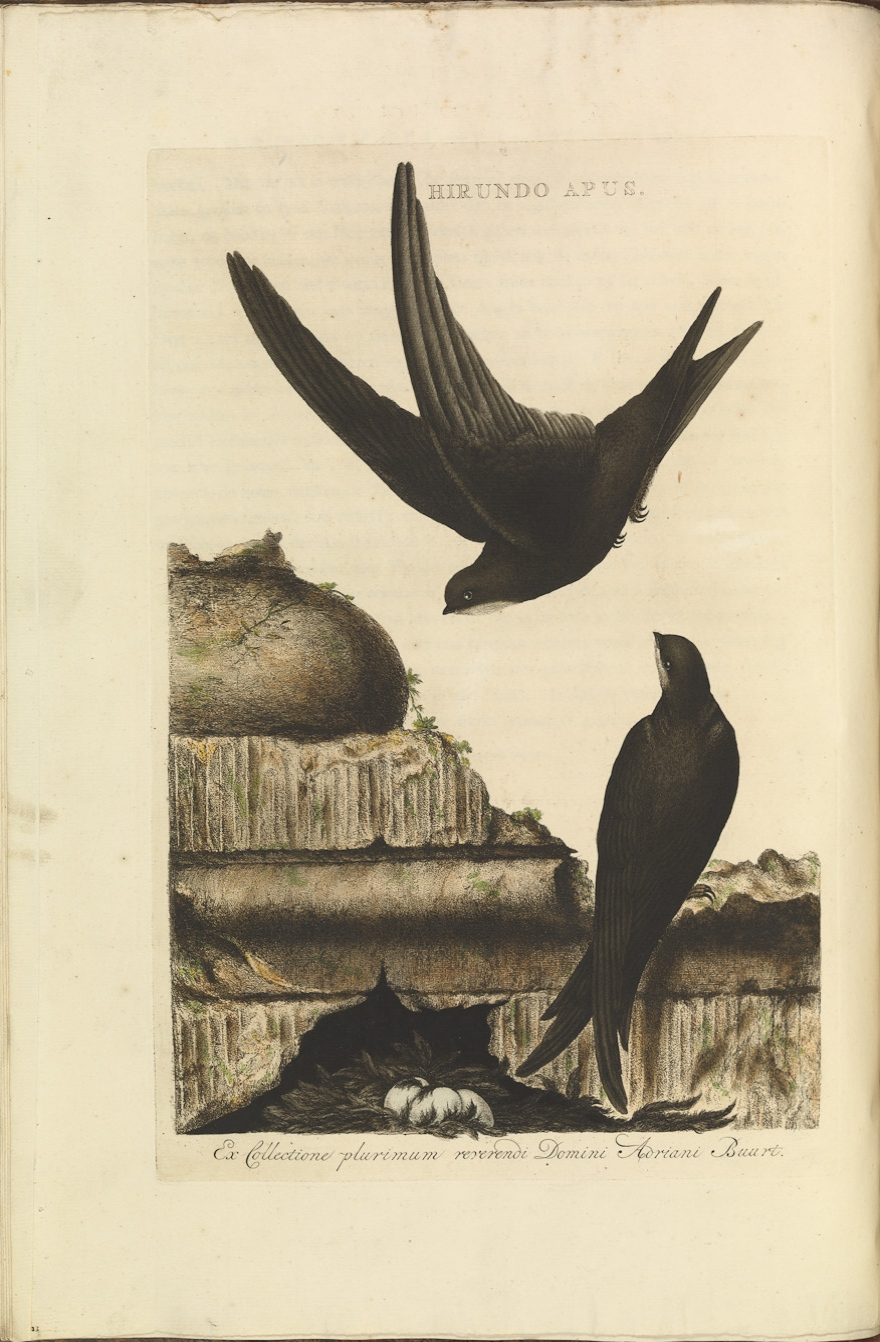
Jan Christiaan Sepp, asi 1770
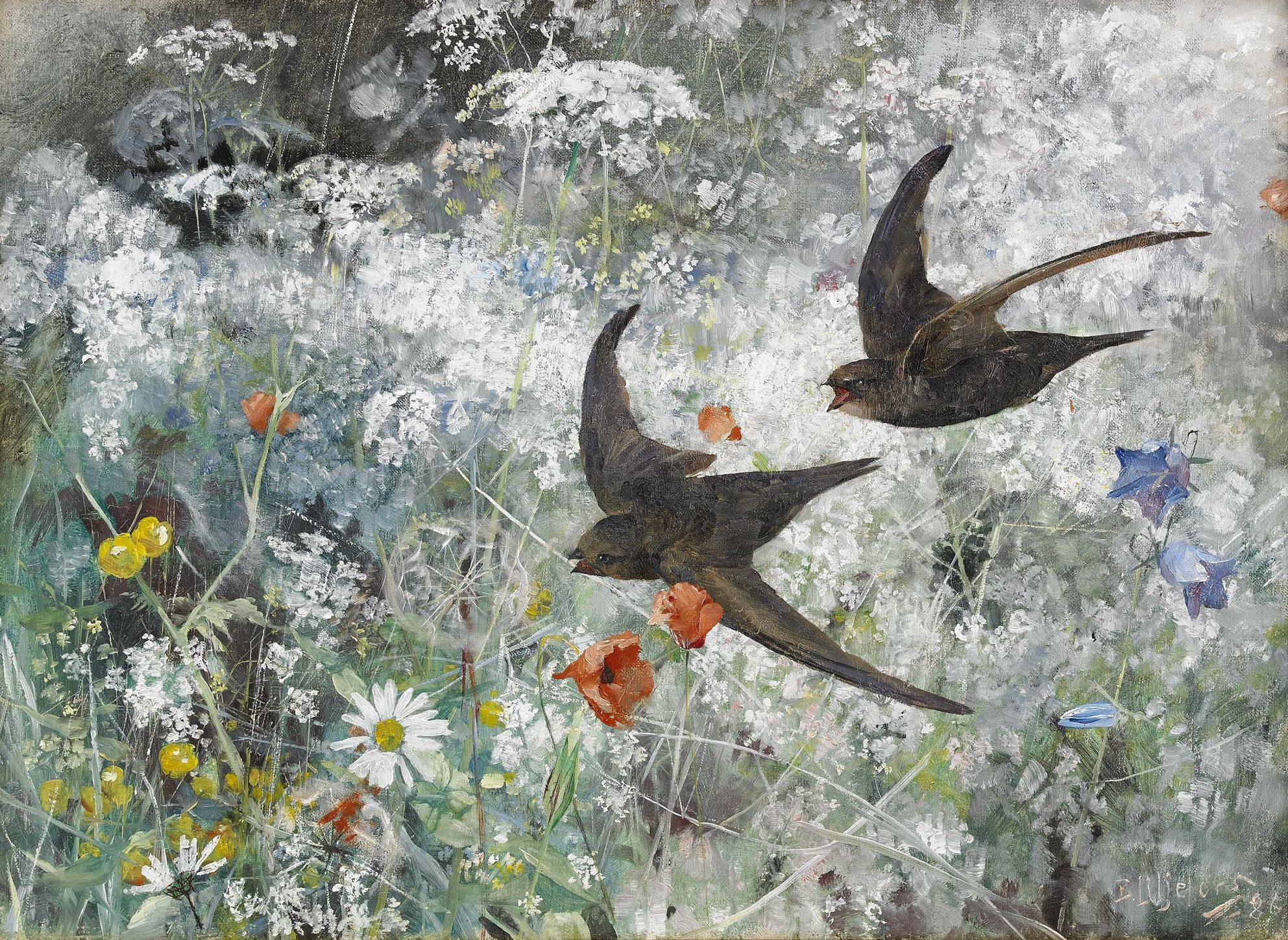
Bruno Liljefors, 1886
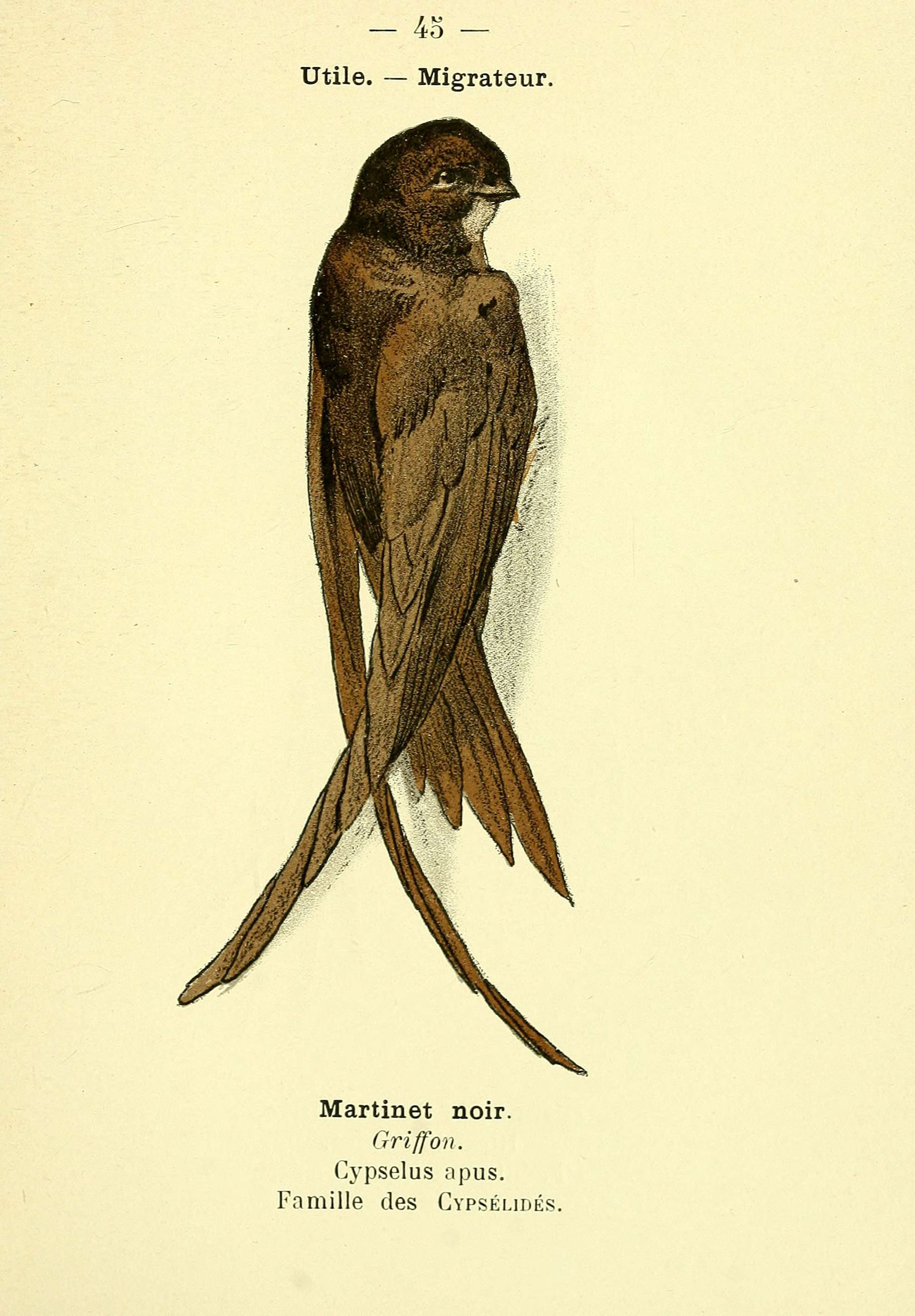
Jean Charles Louis Tardif d'Hamonville, 1898
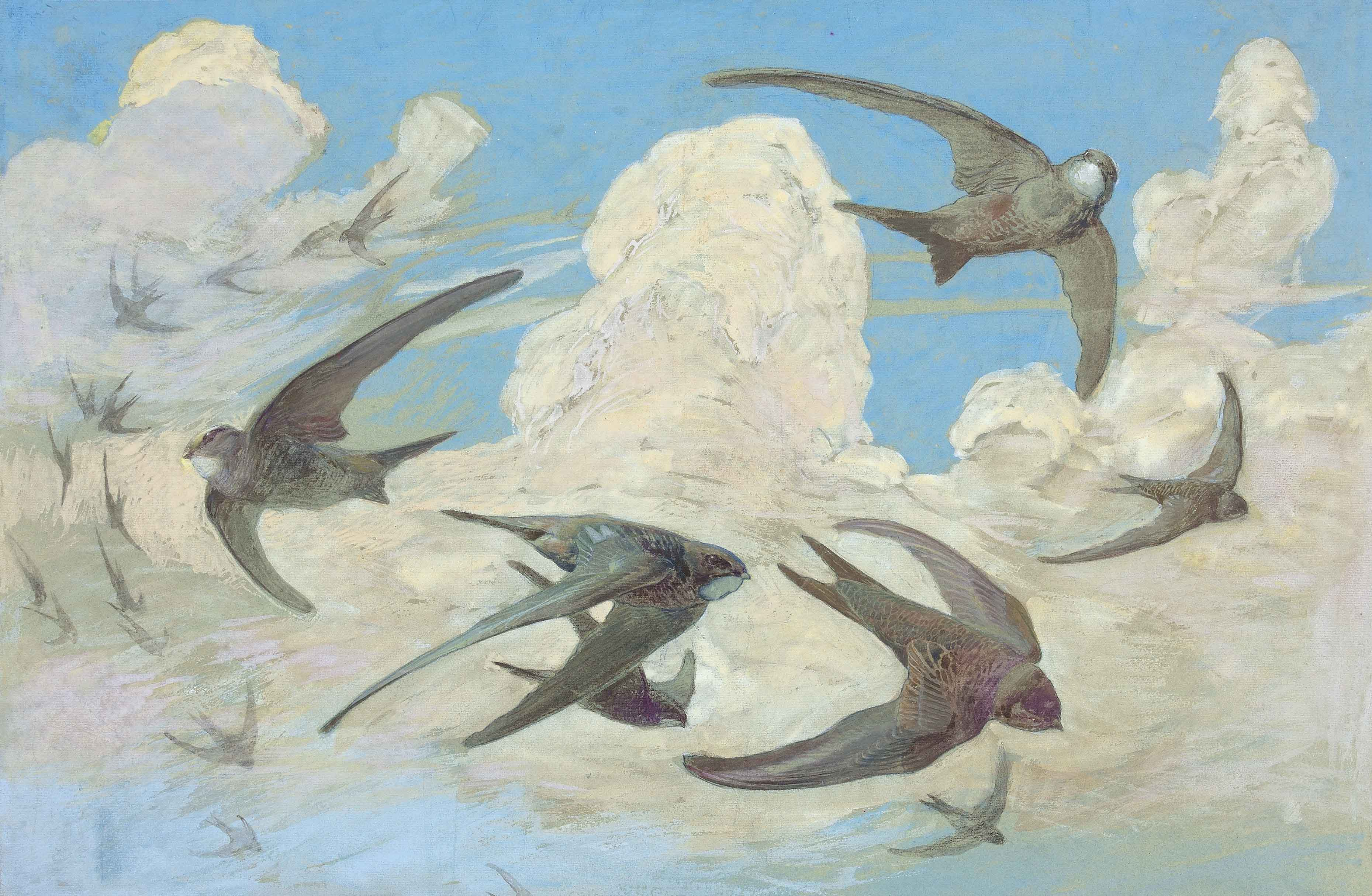
Paul Robert, 1919–1923